# Князева, Лидия Николаевна
Лидия Николаевна Кня́зева (9 февраля 1925, Москва, СССР — 22 декабря 1987, там же) — советская актриса и театральный педагог, входила в труппу Московского театра юного зрителя. Народная артистка СССР (1970). Лауреат Государственной премии РСФСР им. Н. К. Крупской (1975).

## Биография
Родилась 9 февраля 1925 года в Москве.
В 1943—1944 годах училась на театроведческом факультете ГИТИСа.
В 1945 году поступила в студию при Московском ТЮЗе. В 1947 году дебютировала в этом же театре, исполнив роль Королевы в спектакле «Двенадцать месяцев» по известной пьесе-сказке С. Я. Маршака.
С 1948 года, по окончании студии служила актрисой Московского ТЮЗа. Проработала на этой сцене более сорока лет. Почти всю жизнь была актрисой-травести — играла роли мальчиков, девочек, подростков.

На сцене актриса выглядела столь органично в роли подростков, что юные зрители принимали её за своего сверстника-мальчишку. Известен такой случай:
Однажды среди школьников оказался некий озорник, который во время действия спектакля повадился стрелять из рогатки в главного героя, то есть в Лидию Князеву. В перерыве она взмолилась: «Отыщите этого хулигана, я не могу спокойно играть». Когда обидчик был найден, то директор театра на пару с учителем отчитывали парнишку за недостойное поведение. Услышав, что мальчика нашли, актриса в гриме выскочила из гримёрки и выпалила: «Я тут из кожи вон лезу, стараюсь, играю, а он мешает!» «А ты, ты, ты видел??», — заикаясь от волнения, огрызнулся в ответ мальчишка. Возникла пауза, а потом взрослые долго смеялись. Ведь озорник не мог даже предположить, что роль пацана может так блестяще сыграть… 40-летняя тётя.
В спектакле по сказке К. И. Чуковского «Бармалей» играли дуэтом с мужем: Ролан Быков сыграл Бармалея, а Лидия Князева — обезьяну Чичи. Это же сотрудничество повторилось в фильме Быкова «Айболит-66».
Наряду с В. А. Сперантовой стала актрисой ТЮЗа, удостоенной звания Народной артистки СССР. Член КПСС с 1954 года.
С 1975 года Князева преподавала актёрское мастерство в ГИТИСе. Среди её учеников были Дмитрий Певцов, Александр Корженков, Николай Добрынин.
В последние годы жила вместе с сестрой, тяжело переживала свою невостребованность, много болела.
Умерла 22 декабря 1987 года в Москве на 63-м году жизни. Согласно дневникам Ролана Быкова, занимавшегося её похоронами, Князева была похоронена на Кунцевском кладбище 28 декабря 1987 года (10 участок).

### Семья
В течение 15 лет была замужем за актёром, режиссёром, народным артистом СССР (1990) Роланом Быковым (1929—1998), вместе с которым усыновила мальчика Олега (Олег Роландович Быков, 1958—2002), который позже был похоронен рядом с Князевой. После развода с Быковым жила одна.

## Творчество

### Роли в театре
- 1947 — «Двенадцать месяцев» С. Я. Маршака — Королева
- 1956 — «Место в жизни» М. Ф. Шатрова — Ваня Новиков
- 1957 — «Именем революции» М. Ф. Шатрова — Петька
- 1965 — «Будьте готовы, Ваше высочество» Л. А. Кассиля и П. О. Хомского — ДʼЭлихьяр Сурамбук
- 1967 — «Убить пересмешника» В. П. Тура по роману Х. Ли — Глазастик
- 1968 — «Синее море, белый пароход» по Г. Н. Машкину — Сумико
- 1969 — «Том Кенти» С. В. Михалкова по М. Твену — принц Эдуард и Том
- «Красная Шапочка» Е. Л. Шварца — Красная Шапочка
- «Отверженные» по произведениям В. Гюго || Теодюль (1951) и Козетта
- «Королевство кривых зеркал» В. Г. Губарева и А. Успенского — Оля
- «Павлик Морозов» по В. Г. Губареву — Федя
- «Девочка ищет отца» Е. С. Рысса — Лена
- «Доктор Айболит» по одноимённой сказке К. И. Чуковского — обезьяна Чичи
- «О чём рассказали волшебники» и «Кукла Надя и другие» В. Н. Коростылева — Пузырёк
- «Последние» М. Горького — Федосья
- «Стеклянный зверинец» Т. Уильямса — Аманда[9]

### Фильмография

#### Роли
- 1966 — Айболит-66 — обезьяна Чичи
- 1976 — Том Кенти (фильм-спектакль) — Том Кенти / принц Эдуард
- 1976 — Предательница — эпизод

#### Озвучивание мультфильмов
- 1946 — Орлиное перо — Зайчиха
- 1948 — Слон и муравей — Лиса / Заяц

#### Архивные кадры
- 2006 — Рядом с тобой (документальный)

## Награды и звания
- Заслуженная артистка РСФСР (1954)[10].
- Народная артистка РСФСР (1966)
- Народная артистка СССР (1970)
- Государственная премия РСФСР имени Н. К. Крупской (1975) — за исполнение заглавной роли и роли принца Эдуарда в спектакле «Том Кенти»
- Орден Дружбы народов (15 февраля 1985 года) — за заслуги в развитии советского театрального искусства[11]

## Память
Творчеству Лидии Князевой посвящён документальный фильм «Рядом с тобой» (2005 г.) ученицы актрисы Марины Мироновой.